# Jenbacher Feldbahnlokomotiven
Die österreichischen Jenbacher-Werke stellten von 1949 bis 1989 mehrere Baureihen von Feldbahnlokomotiven her.

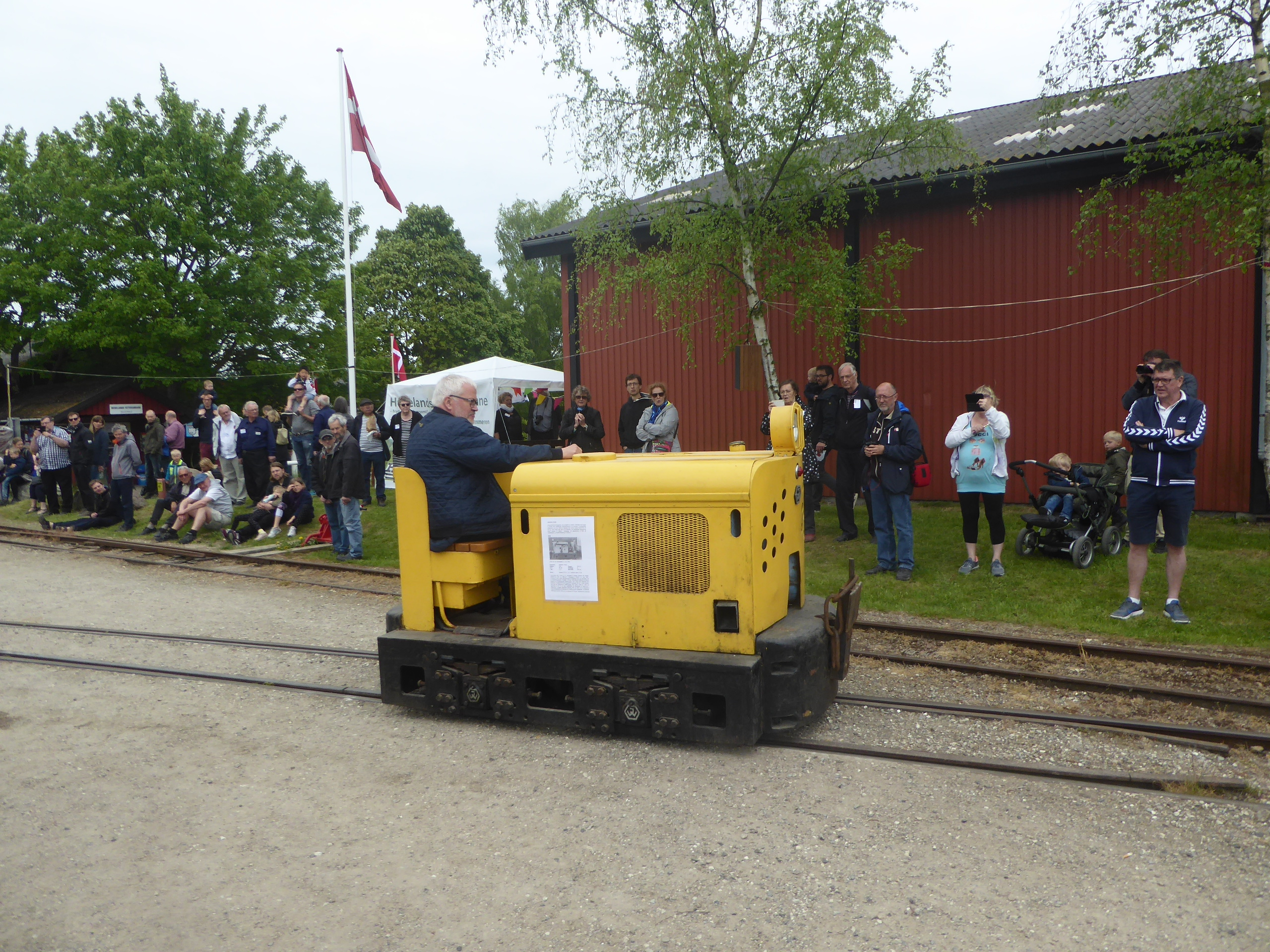
Jenbacher JW 20

## Geschichte und Konstruktion
1949 begannen die Jenbacher-Werke im Tiroler Jenbach mit dem Bau von dieselbetriebenen Feldbahnlokomotiven. Die mehrmals verbesserten Lokomotiven erwiesen sich als solide und sehr erfolgreiche Konstruktion, der Großteil der Produktion ging in den Export in alle Welt. Jenbacher Feldbahnlokomotiven waren in Österreich bei allen Arten von Wald- und Feldbahnen zu finden und sind heute noch zahlreich als Museumsstücke erhalten. Insgesamt bauten die Jenbacher-Werke in vierzig Jahren 2450 Feldbahn-Lokomotiven in kaum veränderter Ausführung.
Alle JW-Feldbahnlokomotiven ähnelten sich in Konstruktion und Aussehen stark. Besonders markant ist die glatte und gedrungene Konstruktion mit ihren abgerundeten Kanten und der geriffelte bzw. in einigen Ausführungen auch gelochte Kühlergrill. Der Antrieb erfolgte bei allen Typen von liegenden Einzylinder-Viertakt-Dieselmotoren mit Vorkammer, die Typenbezeichnung der Lokomotive war identisch mit derjenigen des Motors und bezog sich auf die Motorleistung. Ein weiteres Merkmal sind bei allen Typen die großen beidseitigen Schwungräder des Dieselmotors, über die der Motor standardmäßig auch mittels Kurbel angeworfen wurde. Über ein Wechsel- und Wendegetriebe und Ketten wurden beide (in Rollenlagern laufenden) Achsen angetrieben. Wie bei allen Jenbacher-Lokomotiven sorgten massive Pufferbohlen und Rahmenplatten aus Gusseisen für Stabilität und zusätzliches Reibungsgewicht, der Rahmen bestand aus einer geschweißten Stahlkonstruktion.

## Typen

### JW 8 „Jenbach Pony“

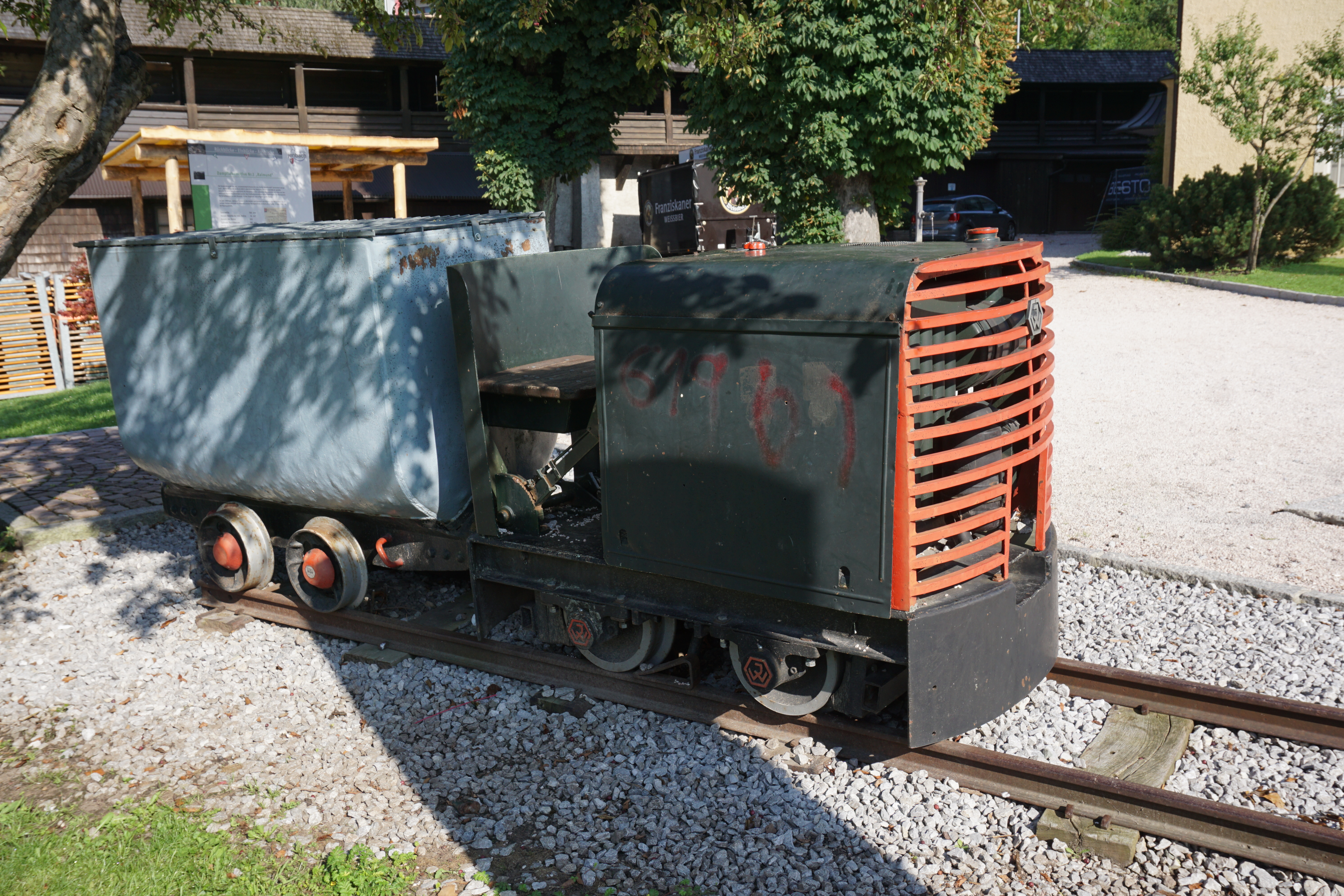
JW 8 "Jenbach Pony" in Grubenausführung

Das „Jenbach Pony“ war die kleinste Baureihe der Jenbacher-Feldbahnlokomotiven und wog 1200 kg. Die Lokomotiven waren 1720 mm lang und je nach Ausführung 940 oder 1140 mm breit, der Achsstand betrug 600 mm und der kleinste befahrbare Kurvenradius 6 Meter. Die Lokomotiven waren für Spurweiten von 500 bis 630 mm (940 mm breit) oder 630 bis 900 mm (1140 mm breit) erhältlich. Das „Pony“ war standardmäßig ohne Federung. Der Antrieb erfolgte von einem 8 PS starken Motor über eine Kupplung und ein Wechselgetriebe, welches nur einen Vorwärts- und einen Rückwärtsgang besaß. Die Geschwindigkeit wurde lediglich über die Drehzahlveränderung des Dieselmotors in fünf Stufen (800, 1000, 1150, 1300 und 1500/min) verändert. In späteren Jahren wurde auch der JW 10a Motor mit 10 PS Leistung eingebaut, wodurch sich das Gesamtgewicht auf 1500 kg erhöhte. Gebremst wurde mittels einer Handbremse auf alle Räder. Das „Jenbach Pony“ war auch als Grubenausführung in geringfügig anderen Dimensionen mit Auspuffwaschanlage, Feuerlöscher und elektrischer Beleuchtung erhältlich.
Von 1949 bis 1989 wurden insgesamt 554 „Jenbach Ponys“ gebaut, von denen der Großteil exportiert wurde. Vor allem Schweden und Asien waren wichtige Exportmärkte. Lediglich 15 % der Produktion gingen an österreichische Betriebe.

### JW 15
Bei der JW 15 handelte es sich um eine größere und mittelstarke Baureihe. Die Maschinen dieser und der folgenden Bauarten zeichneten einen massiven Rahmen mit gusseisernen Platten und einer Federung mittels Blattfedern aus. Die JW 15 waren 3125 kg schwer und besaßen einen Achsstand von 800 mm bei einer Länge von 2200 mm. Der kleinste befahrbare Kurvenradius betrug 7 Meter.
Der auch als Standmotor und Antrieb für die ersten Lindner-Traktoren verwendete Motor besaß eine Leistung von 15 PS und wurde standardmäßig von Hand angeworfen. Im Gegensatz zur kleineren JW 8 wurde bei der JW 15 ein Zweigang-Getriebe mit Geschwindigkeiten von 4 und 8 km/h verbaut.
Von März 1950 bis 1989 wurden insgesamt 1180 JW 15 gebaut, ab dem Baujahr 1969 ging die Produktion fast ausschließlich in den Export nach Asien. Lediglich gut 15 % der erzeugten Lokomotiven wurden an einheimische Betriebe geliefert.

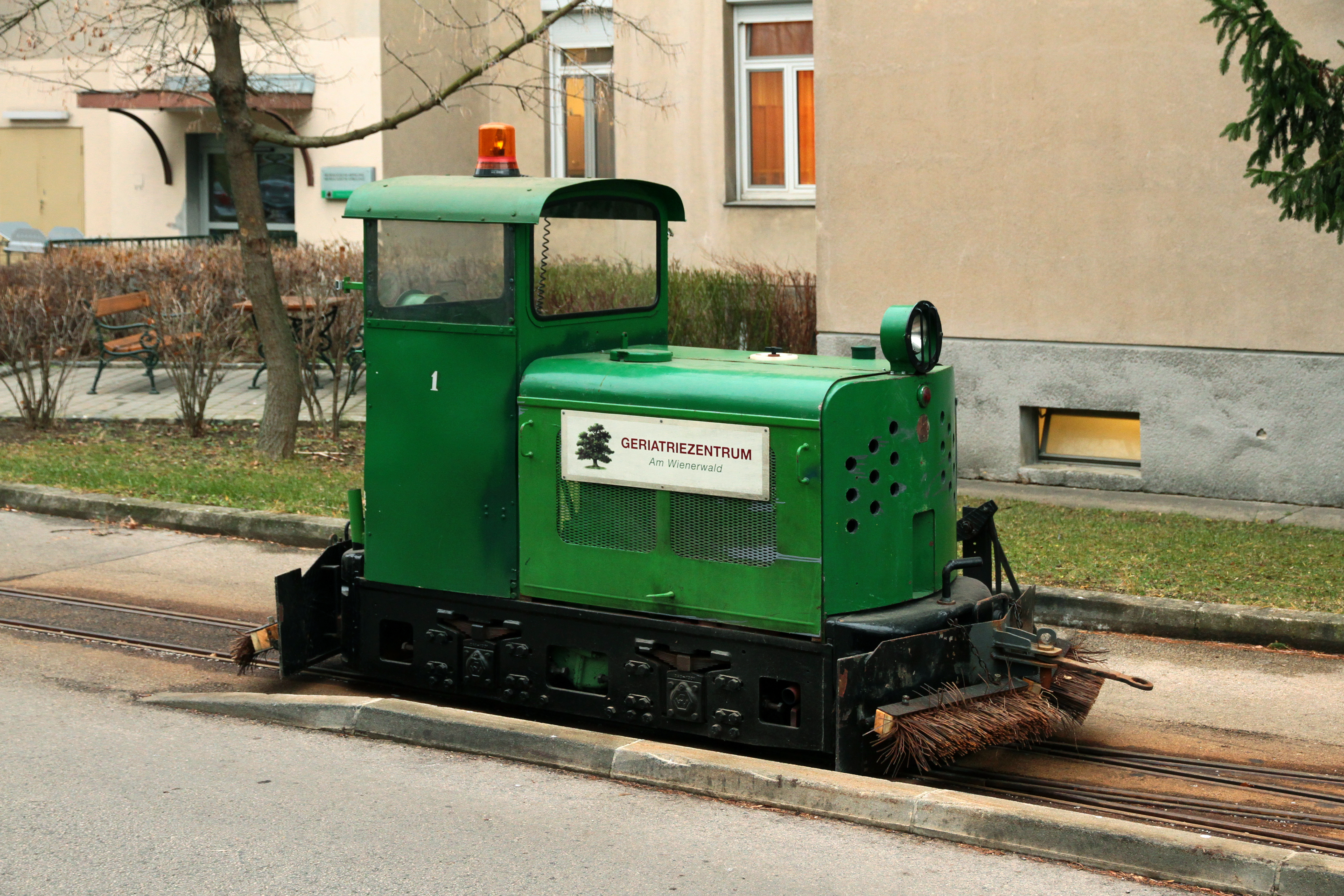
JW 15 der ehemaligen Versorgungsheimbahn Lainz
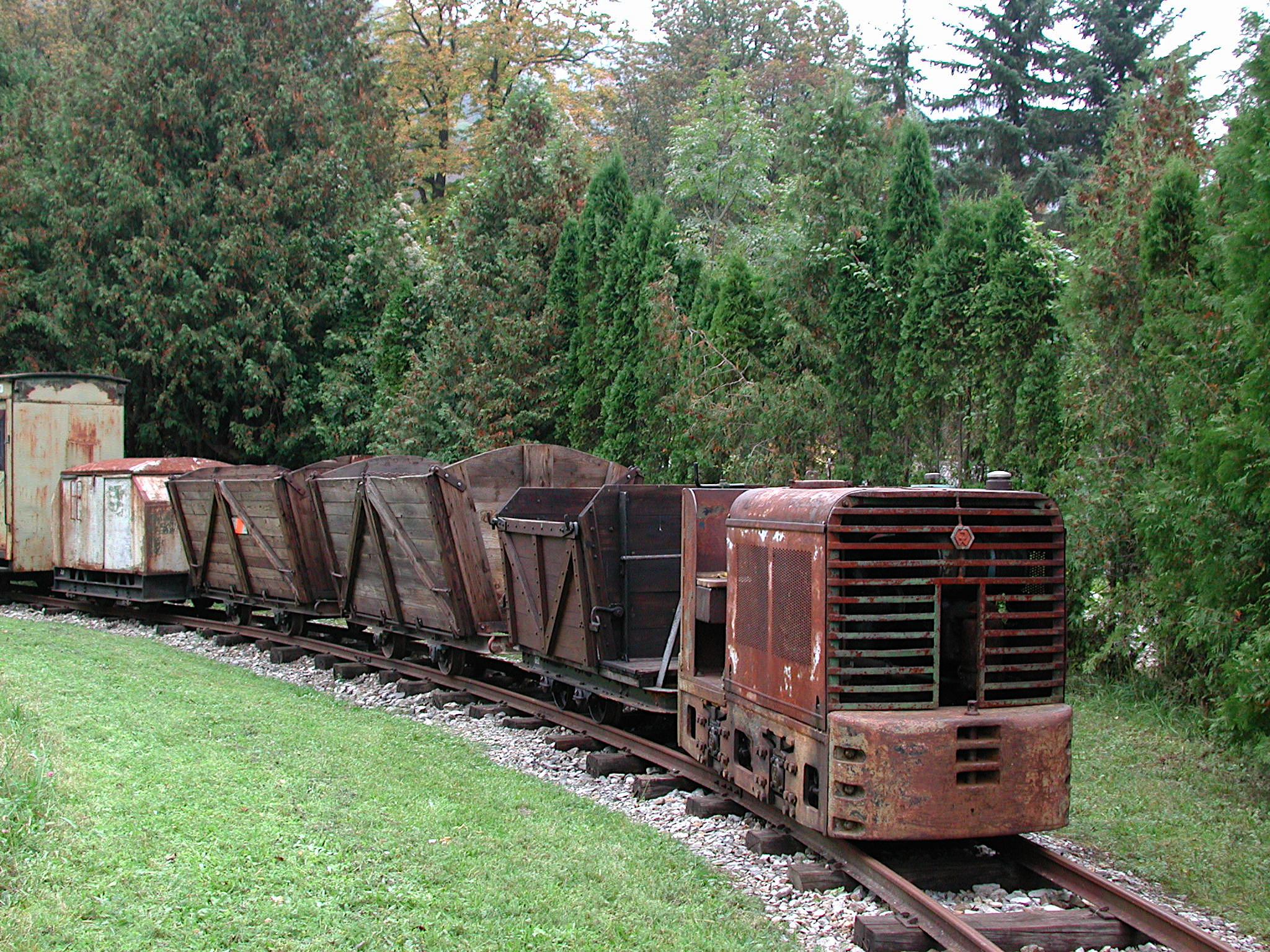
JW 15 mit hölzernen Loren im Feld- und Industriebahnmuseum Freiland

### JW 20

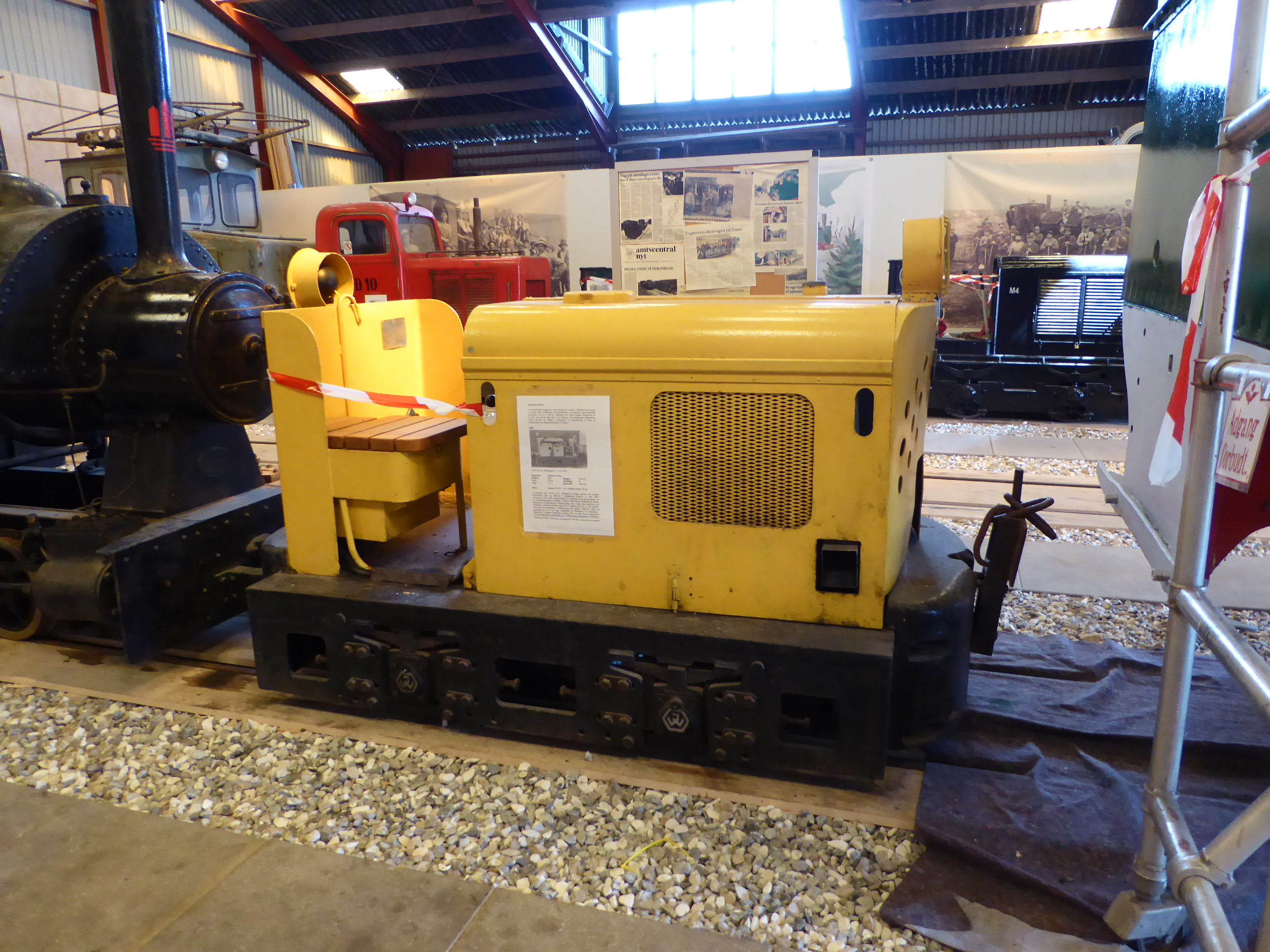
Exportierte JW 20 in Dänemark

Ebenfalls 1950 startete die Produktion der den JW 15 weitgehend ähnlichen, jedoch mit einem 20 PS starken Motor ausgestatteten „Jenbach 20“. Die JW 20 waren 2340 mm lang und 900 (für 500 bis 600 mm Spur) bzw. 1100 mm (600 bis 800 mm Spurweite) breit, das Gewicht betrug 3800 kg. Der Achsstand betrug 800 mm, der kleinste befahrbare Kurvenradius 7 Meter. Die Lokomotiven besaßen eine Sandstreueinrichtung. Mittels eines Zweigang-Getriebes wurden Geschwindigkeiten von 4 und 8 km/h erreicht. Auf ebener Strecke konnten bis zu 90 Tonnen im ersten Gang befördert werden, bei einer maximalen Steigung von 40 Promille noch 15 Tonnen. Der Führersitz war zugleich als Werkzeugkasten ausgebildet. Neben der Grubenausführung mit verstärkten Blechen wurde auch eine als "Jenbacher Spinne" bezeichnete Normalspurversion mit überdimensionalen Pufferarmen erzeugt.
Bis zum Produktionsende 1989 wurden insgesamt 660 Stück der Type JW 20 erzeugt.

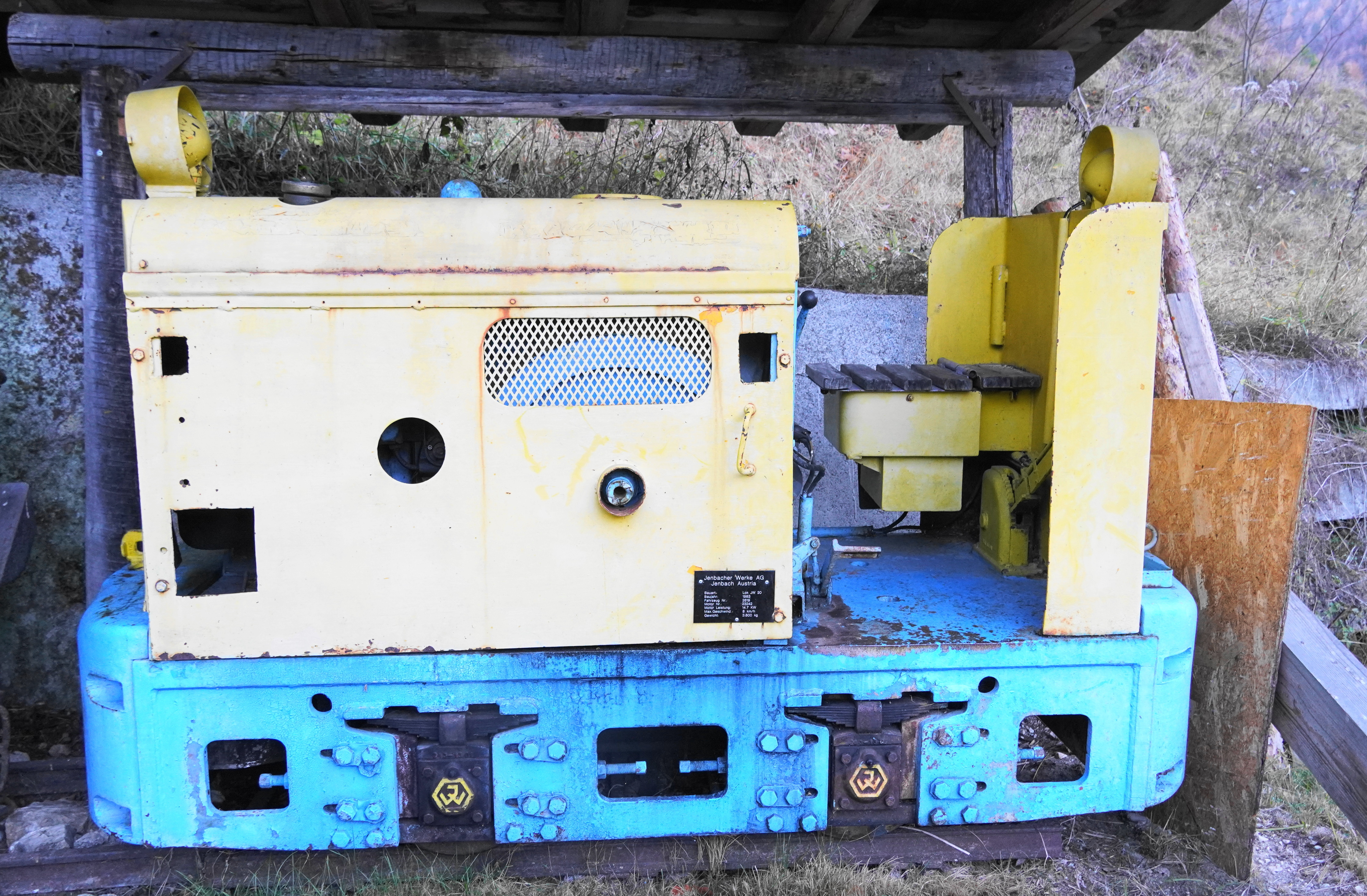
JW 20 in Bad Bleiberg
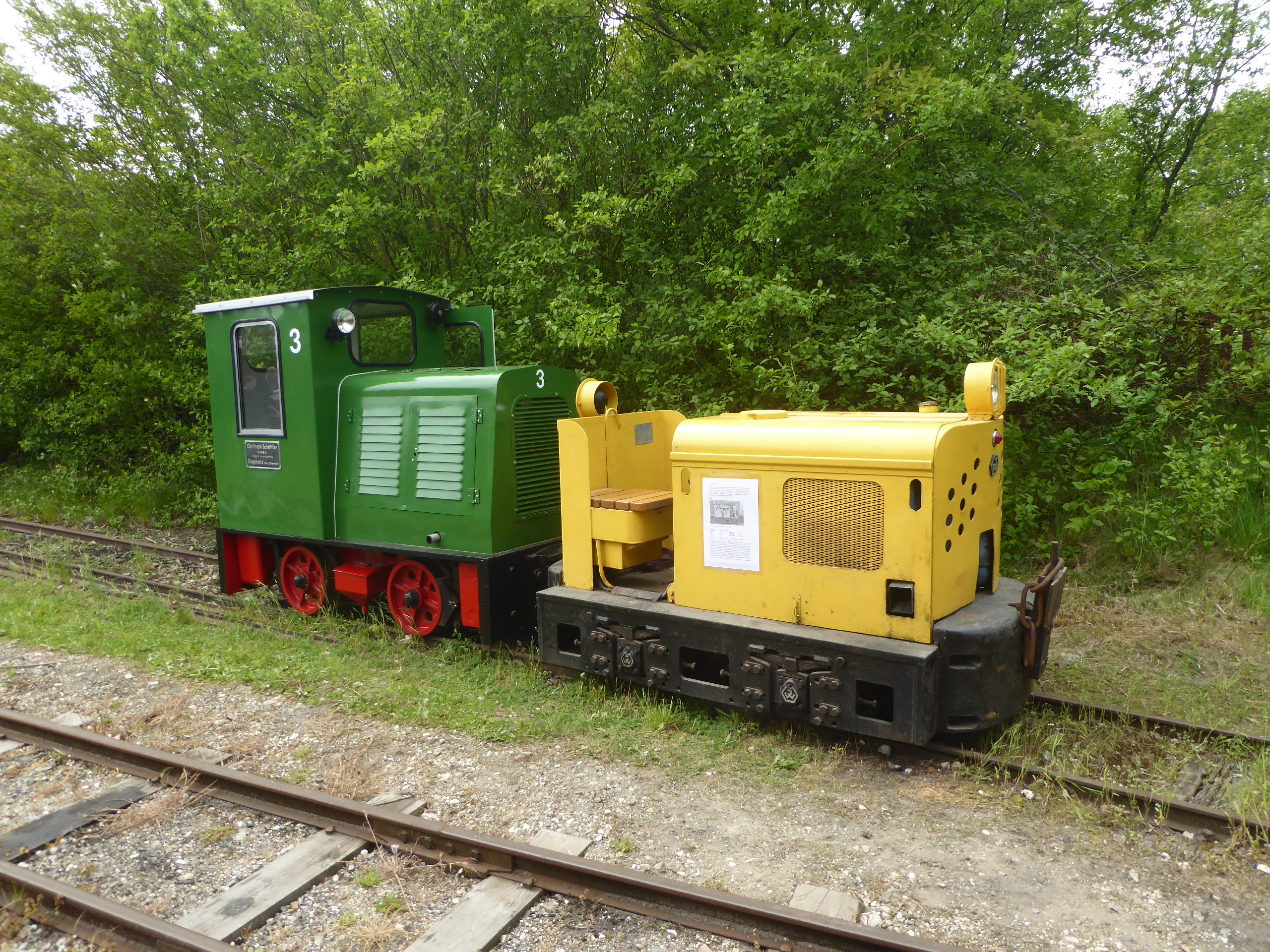
JW 20 in Dänemark
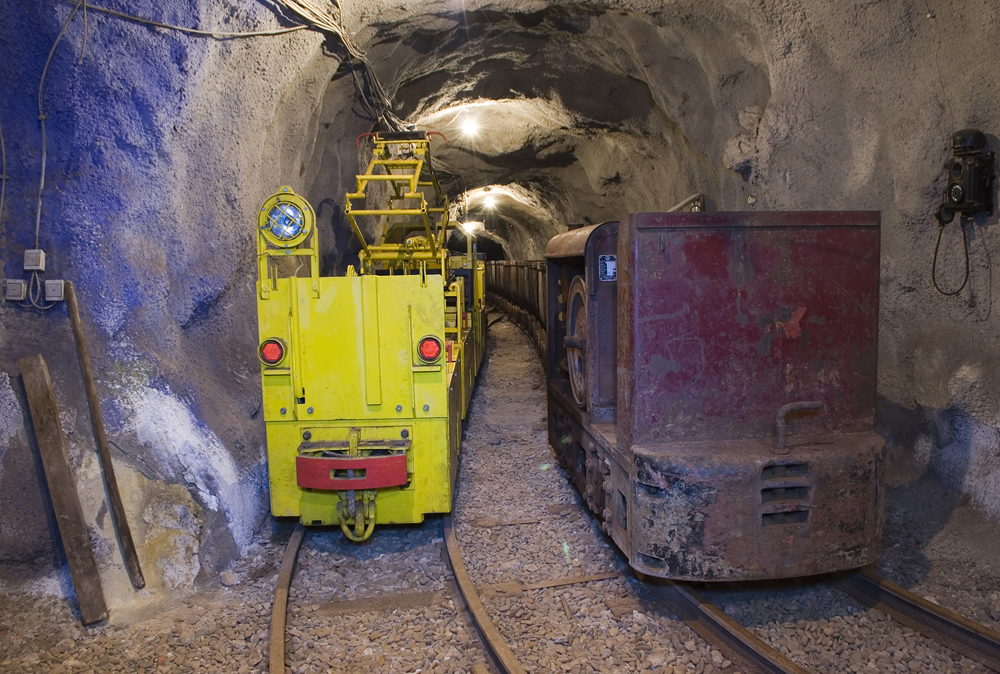
JW 20 (rechts) im Montan- und Werksbahnmuseum Graz

### JW 50
Die erstmals 1952 ausgelieferten JW 50 waren die größten und stärksten Jenbacher-Feldbahnlokomotiven, der Antrieb erfolgte durch einen auf 50 PS Leistung gesteigerten Motor. Die Lokomotiven waren 3510 mm lang, besaßen einen Achsstand von 1100 mm und waren acht Tonnen schwer. Die Achsen lagerten in Rollenlagern mit unten montierten Blattfedern. Entsprechend den möglichen Spurweiten wurden Fahrzeuge mit 950 oder 1100 mm Breite angeboten.
Die JW 50 wurden nur von 1951 bis 1961 in einer Stückzahl von lediglich 65 Exemplaren gefertigt.